# Piero Liatti
Piero Liatti (Biella, 7 maggio 1962) è un pilota di rally italiano, ha corso per molti anni nel Campionato del Mondo Rally, ottenendo anche una vittoria nel Rally di Monte Carlo 1997. Ha inoltre vinto il Campionato europeo rally nel 1991.

## Biografia
Piero Liatti è stato uno dei pochi piloti italiani capaci di aggiudicarsi una vittoria in una gara del Campionato del mondo rally, con lui in questo ristretto elenco compaiono i nomi di Miki Biasion (17), Sandro Munari (7), Andrea Aghini, Franco Cunico, Tony Fassina, Fulvio Bacchelli e Raffaele Pinto (una a testa), per un totale di 30 successi.
Piero era noto per le sue doti velocistiche sull'asfalto, dove spesso era imprendibile, ma non ha sfigurato neanche nelle gare su fondo sterrato.

## Prima del Mondiale
Prima di diventare un pilota ufficiale, Liatti corse per diversi anni nel Campionato Italiano Rally.
Fin dalle prime gare Liatti mostrò eccellenti doti velocistiche.
Nel 1985 vinse il Trofeo Fiat Uno Turbo; il monomarca della casa torinese fu il trampolino di lancio per il pilota biellese, che venne poi ingaggiato nel team Esso Grifone per alcune apparizioni, prima con la Lancia Rally 037 poi con la Lancia Delta Gruppo A.
Nel 1991 passò all'ART dei fratelli Alessandrini. Con la Lancia Delta 16v prima e con la Delta Evoluzione poi, Liatti ottenne buoni risultati, tra cui il 2º Posto al Rally di Nuova Zelanda nel 1992 in coppia con Luciano Tedeschini.
Nel 1993 il team ART portò in Italia la Subaru Legacy Gruppo A, Piero ottenne buoni risultati e nel 1995 arrivò la chiamata Prodrive, che lo schierò in alcune gare del Mondiale Rally con la Subaru Impreza ufficiale.

## L'avventura Subaru
Piero viene schierato nelle gare su asfalto (Monte Carlo, Corsica e Catalunya) ottenendo rispettivamente un ottavo, un sesto e un terzo posto, aggiungendo anche la vittoria al Sanremo (valido per il Mondiale 2 litri) con la Subaru dell'ART.
Nel 1996 Liatti partecipa a tutte le gare (eccetto Finlandia) con la Subaru ufficiale. In Svezia e al Safari corre con Mario Ferfoglia mentre la navigatrice dall'Indonesia in poi è Fabrizia Pons.
In Svezia è quarto pilota ufficiale (oltre a Mcrae, Ericsson e Auriol) ma poi diventa e rimane Terza guida per tutto il resto della stagione.
Arriva secondo il Indonesia e Spagna, oltre ad altre buone prestazioni.
Piero partecipa anche all'APRC (Campionato Rally Asia-Pacifico) ottenendo un 3º posto in Nuova Zelanda e ritirandosi in Cina quando era primo.
Il 1997 è l'anno della consacrazione, anche se viene schierato soltanto nelle gare asfaltate e in Inghilterra.
Piero debutta con la nuova Subaru Impreza WRC e ottiene subito una schiacciante vittoria al Rally di Monte Carlo, la sua unica vittoria mondiale.
Nella gara successiva in Spagna, Piero termina secondo dopo una gran battaglia con Tommi Mäkinen, mentre in Corsica è quinto.
Al Sanremo è nettamente il più veloce nelle prime due tappe, ma nella terza subisce il ritorno di Colin McRae, suo compagno di squadra.
Al termine delle prove speciali Liatti è primo ma David Richards, capo Prodrive, lo costringe a far passare avanti Colin che ha bisogno di punti per il campionato. Liatti lascia la posizione all'ultimo Controllo Orario prima del palco d'arrivo e Mcrae vince. Piero è al via del Rally di Gran Bretagna, dove però cappotta per ben due volte finendo settimo.
Nel 1998 Liatti partecipa a tutte le gare eccetto Finlandia come seconda guida.
Ma non sarà una grande stagione.
Oltre al 3º posto in Corsica e il 2º al Sanremo, Piero rimedia tanti botti e piazzamenti mediocri che convincono la Prodrive a lasciarlo per la stagione successiva.

## La Stagione in SEAT
Nel 1999 Liatti viene chiamato dalla Seat a disputare una stagione completa. Piero cambia navigatore passando da Fabrizia Pons a Carlo Cassina. Ma è una grande delusione, la macchina, la SEAT Córdoba, è lenta e non affidabile e costringe Piero ad una stagione nelle retrovie. Dopo un buon avvio a Monte Carlo, dove termina sesto, raccoglie tanti ritiri e piazzamenti arretrati.
A fine stagione lascia la Seat.

## La Chiamata Ford
Piero medita su un ritiro dalle competizioni, ma nel 2000 arriva la chiamata della Ford, che con la Focus Wrc lo vuole come terza guida in Corsica e a Sanremo.
In Corsica è buon sesto, mentre in Italia si ritira.

## Hyundai
Nel 2001 lo vuole la Hyundai, che gli affida una Accent Wrc per sei gare della stagione (Monte Carlo, Catalunya, Cipro, Sanremo, Corsica e Galles).
È una stagione da buttare, con soltanto un arrivo (8º in Corsica) e cinque ritiri.
Piero ha disputato anche il Rally d'Italia nel 2003 e nel 2004 con la Peugeot 206 S1600.

## Dopo il Mondiale
Piero non ha abbandonato il mondo dei Rally, ha acquistato la Subaru Impreza WRC con cui ha ottenuto l'ultimo podio mondiale (Corsica '98), correndo qualche gara ed evento nel nord Italia; è diventato anche istruttore alla Scuola Rally della CSAI a Vallelunga.

## Palmarès
Oltre alla vittoria mondiale al Rally di Monte Carlo 1997 vanta anche un successo in una gara della Coppa del mondo 2 litri costruttori, al Rally di Sanremo 1995, che in quella stagione, eccezionalmente, non era valido per il mondiale piloti e quello costruttori, ma solo per la Coppa 2 litri e per il Campionato Italiano Rally.

## Risultati nel mondiale rally
| 1990 | Scuderia | Vettura                    |  |  |  |  |  |  |  |  |  |   |  |  |  |  |  |  | Punti | Pos. |
| ---- | -------- | -------------------------- |  |  |  |  |  |  |  |  |  | - |  |  |  |  |  |  | ----- | ---- |
| 1990 |          | Lancia Delta Integrale 16V |  |  |  |  |  |  |  |  |  | 5 |  |  |  |  |  |  | 8     | 27º  |

| 1991 | Scuderia           | Vettura                    |  |  |  |  |  |  |  |  |  |  |   |  |  |  |  |  | Punti | Pos. |
| ---- | ------------------ | -------------------------- |  |  |  |  |  |  |  |  |  |  | - |  |  |  |  |  | ----- | ---- |
| 1991 | A.R.T. Engineering | Lancia Delta Integrale 16V |  |  |  |  |  |  |  |  |  |  | 7 |  |  |  |  |  | 4     | 40º  |

| 1992 | Scuderia           | Vettura                    |  |  |  |  |   |  |   |  |  |  |   |  |  |  |  |  | Punti | Pos. |
| ---- | ------------------ | -------------------------- |  |  |  |  | - |  | - |  |  |  | - |  |  |  |  |  | ----- | ---- |
| 1992 | A.R.T. Engineering | Lancia Delta Integrale 16V |  |  |  |  | 8 |  | 2 |  |  |  | 7 |  |  |  |  |  | 22    | 12º  |

| 1993 | Scuderia           | Vettura          |  |  |  |  |  |  |  |  |  |  |   |  |  |  |  |  | Punti | Pos. |
| ---- | ------------------ | ---------------- |  |  |  |  |  |  |  |  |  |  | - |  |  |  |  |  | ----- | ---- |
| 1993 | A.R.T. Engineering | Subaru Legacy RS |  |  |  |  |  |  |  |  |  |  | 4 |  |  |  |  |  | 10    | 24º  |

| 1994 | Scuderia           | Vettura          |  |  |  |  |  |  |  |  |     |  |  |  |  |  |  |  | Punti | Pos. |
| ---- | ------------------ | ---------------- |  |  |  |  |  |  |  |  | --- |  |  |  |  |  |  |  | ----- | ---- |
| 1994 | A.R.T. Engineering | Subaru Legacy RS |  |  |  |  |  |  |  |  | Rit |  |  |  |  |  |  |  | 0     |      |

| 1995 | Scuderia       | Vettura            |   |  |  |  |   |  |   |  |  |  |  |  |  |  |  |  | Punti | Pos. |
| ---- | -------------- | ------------------ | - |  |  |  | - |  | - |  |  |  |  |  |  |  |  |  | ----- | ---- |
| 1995 | 555 Subaru WRT | Subaru Impreza 555 | 8 |  |  |  | 6 |  | 3 |  |  |  |  |  |  |  |  |  | 21    | 8º   |

| 1996 | Scuderia       | Vettura            |    |   |   |   |   |  |   |     |   |  |  |  |  |  |  |  | Punti | Pos. |
| ---- | -------------- | ------------------ | -- | - | - | - | - |  | - | --- | - |  |  |  |  |  |  |  | ----- | ---- |
| 1996 | 555 Subaru WRT | Subaru Impreza 555 | 12 | 5 | 2 | 4 | 7 |  | 7 | Rit | 2 |  |  |  |  |  |  |  | 56    | 5º   |

| 1997 | Scuderia       | Vettura               |   |  |  |  |   |   |  |  |  |  |  |   |  |   |  |  | Punti | Pos. |
| ---- | -------------- | --------------------- | - |  |  |  | - | - |  |  |  |  |  | - |  | - |  |  | ----- | ---- |
| 1997 | 555 Subaru WRT | Subaru Impreza WRC 97 | 1 |  |  |  | 2 | 5 |  |  |  |  |  | 2 |  | 7 |  |  | 24    | 6º   |

| 1998 | Scuderia       | Vettura               |   |   |     |   |     |   |   |   |   |  |   |     |  |  |  |  | Punti | Pos. |
| ---- | -------------- | --------------------- | - | - | --- | - | --- | - | - | - | - |  | - | --- |  |  |  |  | ----- | ---- |
| 1998 | 555 Subaru WRT | Subaru Impreza WRC 98 | 4 | 9 | Rit | 6 | Rit | 3 | 6 | 6 | 6 |  | 2 | Rit |  |  |  |  | 17    | 7º   |

| 1999 | Scuderia   | Vettura                                |   |  |     |     |    |   |     |     |  |  |     |     |  |  |  |  | Punti | Pos. |
| ---- | ---------- | -------------------------------------- | - |  | --- | --- | -- | - | --- | --- |  |  | --- | --- |  |  |  |  | ----- | ---- |
| 1999 | Seat Sport | Seat Cordoba WRC Seat Cordoba WRC Evo2 | 6 |  | Rit | Rit | 10 | 9 | Rit | Rit |  |  | Rit | Rit |  |  |  |  | 1     | 23º  |

| 2000 | Scuderia              | Vettura           |  |  |  |  |  |  |  |  |  |  |   |     |  |  |  |  | Punti | Pos. |
| ---- | --------------------- | ----------------- |  |  |  |  |  |  |  |  |  |  | - | --- |  |  |  |  | ----- | ---- |
| 2000 | Ford World Rally Team | Ford Focus RS WRC |  |  |  |  |  |  |  |  |  |  | 6 | Rit |  |  |  |  | 1     | 24º  |

| 2001 | Scuderia            | Vettura                                |     |  |  |  |     |  |  |  |  |     |   |     |  |     |  |  | Punti | Pos. |
| ---- | ------------------- | -------------------------------------- | --- |  |  |  | --- |  |  |  |  | --- | - | --- |  | --- |  |  | ----- | ---- |
| 2001 | Hyundai Castrol WRT | Hyundai Accent WRC Hyundai Accent WRC2 | Rit |  |  |  | Rit |  |  |  |  | Rit | 8 | Rit |  | Rit |  |  | 0     |      |

| 2003 | Scuderia | Vettura           |  |  |  |  |  |  |  |  |  |  |    |  |  |  |  |  | Punti | Pos. |
| ---- | -------- | ----------------- |  |  |  |  |  |  |  |  |  |  | -- |  |  |  |  |  | ----- | ---- |
| 2003 |          | Peugeot 206 S1600 |  |  |  |  |  |  |  |  |  |  | 15 |  |  |  |  |  | 0     |      |

| 2004 | Scuderia | Vettura           |  |  |  |  |  |  |  |  |  |  |  |  |     |  |  |  | Punti | Pos. |
| ---- | -------- | ----------------- |  |  |  |  |  |  |  |  |  |  |  |  | --- |  |  |  | ----- | ---- |
| 2004 |          | Peugeot 206 S1600 |  |  |  |  |  |  |  |  |  |  |  |  | Rit |  |  |  | 0     |      |

| Legenda | 1º posto | 2º posto | 3º posto | A punti | Senza punti | Ritirato | Squalificato | NP=Non partito C=Gara cancellata | Apice=Power stage |

### Altri risultati
1991
- nel Campionato europeo rally su Lancia Delta Integrale